# Trióxido de cromo
O anidrido ácido do ácido crômico é o trióxido de cromio ou óxido de cromio(VI); industrialmente, este composto é algumas vezes vendido como "ácido crômico".
Este composto é um sólido granular fortemente colorido marrom escuro laranja-avermelhado, o qual é estável por si, mas é um forte oxidante que reage quando misturado com muitas substâncias que podem ser oxidadas, tais como o glicerol e o etanol, o qual inclusive irá incendiar-se com o contato.

## Produção
Trióxido de cromio é produzido industrialmente pela reação do dicromato de sódio com o ácido sulfúrico concentrado.
Na2Cr2O7 + H2SO4 → 2 CrO3 + Na2SO4 + H2O

## Estrutura e química
O trióxido de cromio consiste de cadeias de átomos de cromio tetraedricamente coordenados que dividem vértices. Cada átomo de cromio conseqüentemente tem "o compartilhamento da metade de dois átomos de oxigênio" e dois átomos de oxigênio que não são compartilhados, dando uma estequiometria total de 1:3.

O trióxido de cromio decompõe-se acima de 197 °C liberando oxigênio eventualmente dando Cr2O3.
{\displaystyle \mathrm {4\ CrO_{3}\longrightarrow 2\ Cr_{2}O_{3}+3\ O_{2}} }
A reação de trióxido de cromo com substâncias orgânicas é potencialmente explosiva. Apesar disto, CrO3 é usado em química orgânica como um oxidante, frequentemente dissolvido em ácido acético, ou acetona no caso da oxidação de Jones.

## Aplicações
- Soluções para cromação.
- Como oxidante em síntese orgânica e outras.
- Misturado ao ácido sulfúrico para a formação de soluções oxidantes para limpeza de vidraria laboratorial.

## Segurança
O trióxido de cromio é altamente tóxico, corrosivo, e carcinogênico.
O Trióxido de cromio pode causar cancro e/ou danos genéticos hereditários. É combustível quando misturado com materiais combustíveis. É tóxico quando em contato com a pele ou ingerido e muito tóxico por inalação. CrO3 provoca queimaduras severas e pode causar sensibilização por inalação ou contato com a pele. É também tóxico sistematicamente: Perigo ou danos sérios para a saúde através de exposição prolongada por inalação. Existe o risco de fertilidade deficiente. CrO3 é muito tóxico para organismos aquáticos e pode causar efeitos adversos a longo prazo no ambiente aquático.